# Trentepohlia venustipennis
Trentepohlia venustipennis är en tvåvingeart som beskrevs av Edwards 1926. Trentepohlia venustipennis ingår i släktet Trentepohlia och familjen småharkrankar. Inga underarter finns listade i Catalogue of Life.